# Kurvelængde
En kurvelængde er i matematikken længden af en kurve i et givent interval.
Formlen for en kurvelængde, fra a til b er givet ved:
{\displaystyle s=\int _{a}^{b}{\sqrt {1+f'(x)^{2}}}\,dx}
hvor f(x) beskriver en kontinuerlig differentiabel kurve, og a og b repræsenterer intervalgrænserne hvori længden skal findes.
| Matematik | Spire Denne artikel om matematik er en spire som bør udbygges. Du er velkommen til at hjælpe Wikipedia ved at udvide den. |